# Adiantum decipiens
Adiantum decipiens är en kantbräkenväxtart som beskrevs av Nicaise Augustin Desvaux. Adiantum decipiens ingår i släktet Adiantum och familjen Pteridaceae. Inga underarter finns listade.